# خواكين رويز لورينتي
خواكين رويز لورينتي (بالإسبانية: Joaquín Ruiz Lorente)‏ مواليد 14 أبريل 1966 في سرقسطة، هو لاعب كرة سلة إسباني معتزل أصبح مدرباً بدأ مسيرته الاحترافية في سنة 1983. اعتزل اللعب في 2002.

## فرق لعب لها
- سرقسطة
- بالونكيستو مالقا
- فالنسيا باسكت
- سي بي غران كناريا

## روابط خارجية
- خواكين رويز لورينتي على موقع الدوري الإسباني لكرة السلة (الإسبانية)
- خواكين رويز لورينتي على موقع كرة السلة الأوروبية.كوم (الإنجليزية)
- خواكين رويز لورينتي على موقع بروبوليرز (الإنجليزية)
- خواكين رويز لورينتي على موقع سبورتس رفرنس (الإنجليزية)
- خواكين رويز لورينتي على موقع الدوري الإسباني لكرة السلة (الإسبانية)